# Kisigmánd

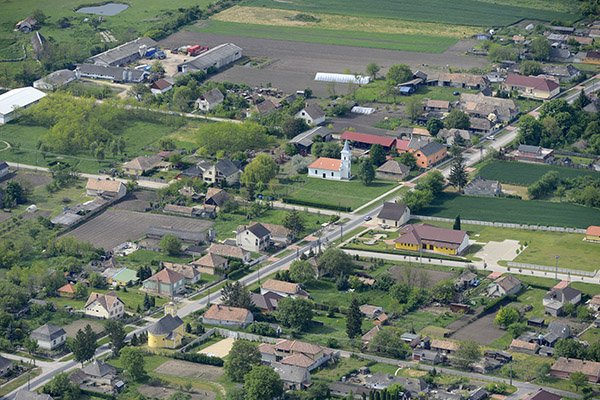
Kisigmánd, református templom

Kisigmánd község Komárom-Esztergom vármegyében, a Komáromi járásban.

## Fekvése
A vármegye északnyugati sarkában, a komáromi kisrégió déli határánál, Komárom városától 11 kilométerre található. Az M1-es vonalvezetésével megegyezik a közigazgatási határvonala. Az autópálya lejárójától a 13-as főúton érhető el, attól körülbelül 2 kilométer távolságra. A falu főutcája egy öt számjegyű út, a 81 136-os számú mellékút, amely a 13-asból ágazik ki annak 9+200-as kilométerszelvényénél, majd 4,3 kilométer megtétele után ismét keresztezi a 13-ast (ezúttal a 11+900-as kilométerszelvénynél), végül a 8136-osba torkollva ér véget Nagyigmánd központjában, 5,7 kilométer megtétele után.
A legközelebbi vasútvonal a Székesfehérvár–Komárom-vasútvonal, amely a falutól 4 kilométerre fekvő Nagyigmánd-Bábolna vasútállomásnál érhető el.

## Története
A település elnevezése a birtokos család nevéből eredeztethető. Első okleveles említése 1440-1446 között ismert, Kyswygman, 1453-ban Kis-Wigman formában. A Kis-előtag Nagyigmándtól különbözteti meg. A jövevény Wigman nemzetség a 11. század elején kapott itt birtokot. Területén több római kori kőemlék került elő. 1935-ben kutatást végeztek a temetőben és a református sírok nagy részében, a halmot borító kőlapként elhelyezett, vagy fejfaként álló római domborműveket, szarkofág- és sírkőtöredékeket találtak. Feltételezések szerint a XIX. századi szőnyi "kőszedésekben" részt vett kisigmándiak hozhatták ide, sírjaik maradandóbbá tételére.
A 13. században a falu az Igmánd nemzetségé (1291-ben terra nobilium de Wygman – az Igmánd nemesek birtoka). A 14. század közepén pedig egy része a Héderváry család tulajdona. V. László király zálogbirtokként a Rozgonyiaknak adományozta. 1500 körül a bajnai Both család szerzett itt birtokot, melynek tulajdonába 1511-ben Bakócz Tamás esztergomi érseket iktatták be. A török 1543-ban teljesen elpusztította a falut, melyet a 17. században református magyarokkal telepítették újra. Nemesi község volt. Református egyháza 1796-ban alakult. Műemlék jellegűvé nyilvánított temploma is ekkor épült, késő barokk stílusban. Tornyát 1914-ben kapta. 1809-ben a napóleoni háborúk hadműveleti területébe esett Kisigmánd és környéke. Ma is látható a franciák ellen emelt "Franciasánc". E korszak emlékét őrzi a Francia-kő földrajzi név is. (lásd: Bana)
Az 1839. évi tagosítás után némely lakos birtokrésze egész Szentmihálypusztáig jutott ki, így e két puszta összeépült. 1848 után Kisigmándhoz csatolták Szentmihályt, melyet 1292-ben már villa Schentmihal alakban említettek. A középkorban Kisigmándnál jóval népesebb volt. A török korban elpusztult falu egykori hatalmas kiterjedését a felszínen látható maradványok (cserepek, kő- és téglatörmelékek a szántásban) bizonyítják. Elpusztult templomának köveiből építették fel Kisigmándon a római katolikus kápolnát 1820 és 1823 között. A főbejárat fölött márványtáblára vésett sorok ismertetik a kápolna történetét.
A községnek 1848-ban a hozzátartozó Szentmihály-, Ghyczy-, Thaly- és Ujpusztával együtt 653 lakosa volt, közülük 148 katolikus, 476 református és 29 zsidó vallású. 1851-ben Esztergom vármegyéhez csatolták. 1864-től újra Komárom vármegyéhez, annak gesztesi járásához tartozik. 1926-tól nagyközség. Ugyanebben az évben megtörtént a faluban a villamoshálózat részleges kiépítése. A község háza 1938-ban épült. A helyi millenniumi ünnepségek keretében 1896-ban Szentmihálypuszta birtokosai egy-egy fát ültettek a hét vezér emlékére. Az Árpádot jelképező fa gyökerei között egy palackba üzenetet rejtettek, és arra kérték ennek megtalálóját, hogy ültessen azon helyre új fákat, s ezen írást tegye ismét az egyik fa töve alá.
Az I. világháborúban 80 fő vett részt, ebből 31 halt meg. Emlékükre a Ghyczy család az 1930-as évek elején emlékművet készíttetett, melyet egykori birtokukon, a katolikus kápolna mellett állítottak fel. A két háború között társadalmi élete szervezésnek indult. 1926-ban megalakult a Levente Egyesület, 1930-ban a Polgári Lövészegylet és 1933-ban az Önkéntes Tűzoltó Egylet. Népkönyvtárát 1937-ben kapta a Vallás- és Közoktatásügyi Minisztériumtól. 1941 és 1943 között pedig 6 ún. ONCSA-ház épült. Kisigmánd gazdasági életében mindig is a mezőgazdaság játszotta az uralkodó szerepet. A földek háromnegyede szántó volt, melyen nyolc középbirtokos, hét kisbirtokos, és negyven törpebirtokos gazdálkodott. Állattenyésztése már a 19. század végén híres volt: ló, szarvasmarha, sertés és juh tenyésztésével foglalkoztak.

## Jelene
A második világháború harcai 1945. március 27-én értek véget a község területén. A kisigmándiak 1990-ben közadakozásból, Angyal Eszter tervei alapján II. világháborús emlékművet készíttettek, melyet a temetőben helyeztek el. 1946-ban Csémpusztát Kisigmándhoz csatolták, majd Nagyigmánd székhellyel 1971. április 1-jei hatállyal községi közös tanács alakult.
1990-ben lett újra önálló község. 1984-től 1988-ig Komárom közigazgatási vonzáskörzetéhez tartozott. Kisigmánd külterületi lakott helye Ujpuszta, mely már a 15. század környékén betelepült. A törökdúlás utáni újratelepítéskor a Ghyczy-család tulajdonába került. Kisigmándon 1892-ben egytantermes Községi Elemi Népiskola alakult. A szentmihálypusztai Állami Elemi Népiskola pedig 1927-ben létesült.
A Nagyigmánddal történt 1971-es egyesítés óta sem iskolája, sem óvodája nincs a falunak. A gyerekek a nagyigmándi általános iskolába és óvodába járnak. Az 1930-as években 3 könyvtára is volt: a Községi Könyvtár 42, a Földműves Szakkönyvtár 37 és az iskolában működő Ifjúsági Könyvtár 82 kötettel. A könyvtár az 1970-es években megszűnt. Épületében jelenleg a közösségi ház működik, az ifjúsági klubbal. A falunak már 1948-ban megépült a sportpályája. 1992-ben öltözőt és konditermet építettek hozzá, 1997-98-ban pedig pályafelújítást végeztek, melynek eredményeként a szabványos pályát alakítottak ki. A szervezett keretek közti sportolási lehetőségeket az 1991-ben megalakult Kisigmándi Sportkör biztosítja a lakosok számára.
A mezőgazdaságot a helyi "Harcos" Mezőgazdasági Termelőszövetkezet irányította, mely 1980-ban a nagyigmándi termelőszövetkezethez került. A rendszerváltás után szövetkezetté alakult. Legjelentősebb gazdasági társasága a FEMTECH Fémszerkezetgyártó-, Szerelő- és Szolgáltató Kft. Legfontosabb vállalkozása a kisigmándi sertéstelep, valamint Újpusztán a Komáromi Agrár Rt. szarvasmarha-tehenészete. Ez utóbbi központi épülete a 19. században épült Ghyczy-kastély.
A rendszerváltás után az önkormányzat nagy erőfeszítéseket tett az infrastrukturális elmaradottság felszámolása érdekében. Ennek köszönhetően az utak burkoltak, 1991-ben a lakások 90%-át rákapcsolták a kábeltelevíziós hálózatra. 1993-ban kiépült a digitális telefonhálózat, 1995-ben bevezették a vezetékes gázt. 1997-ben Nagyigmánddal közös beruházásként a csatornahálózat és a szennyvíztisztító megépítése szerepelt.

## Közélete

### Polgármesterei
- 1990–1994: Bartus Gyula (független)[3]
- 1994–1998: Bartus Gyula (független)[4]
- 1998–2002: Bartus Gyula (FKgP)[5]
- 2002–2005: Nemes István (független)[6]
- 2006–2006: Pécsvárady Attila (független)[7]
- 2006–2010: Pécsvárady Attila (független)[8]
- 2010–2014: Pécsvárady Attila Ernő (független)[9]
- 2014–2019: Pécsvárady Attila Ernő (független)[10]
- 2019–2024: Pécsvárady Attila Ernő (független)[11]
- 2024– : Pécsvárady Attila (független)[1]

A településen 2006. január 15-én időközi polgármester-választást tartottak, az előző polgármester lemondása miatt.

## Népesség
A település népességének változása:
| Lakosok száma | 475  | 472  | 450  | 462  | 472  | 470  | 459  |
|               | 2013 | 2014 | 2015 | 2021 | 2022 | 2023 | 2024 |

A 2011-es népszámlálás során a lakosok 89,8%-a magyarnak, 0,2% bolgárnak, 0,6% németnek, 0,2% szlováknak, 0,2% ukránnak mondta magát (10,2% nem nyilatkozott; a kettős identitások miatt a végösszeg nagyobb lehet 100%-nál). A vallási megoszlás a következő volt: római katolikus 38,6%, református 27,6%, görögkatolikus 0,6%, felekezeten kívüli 15,3% (17,2% nem nyilatkozott).
2022-ben a lakosság 91,9%-a vallotta magát magyarnak, 0,6% szlováknak, 0,2% románnak, 0,2% cigánynak, 1,7% egyéb, nem hazai nemzetiségűnek (8,1% nem nyilatkozott; a kettős identitások miatt a végösszeg nagyobb lehet 100%-nál). Vallásuk szerint 20,3% volt református, 20,1% római katolikus, 0,4% evangélikus, 2,3% egyéb keresztény, 1,5% egyéb katolikus, 18,2% felekezeten kívüli (36,7% nem válaszolt).

## Nevezetességei
- Református templom (késő barokk stílus),
- Római katolikus kápolna,
- Milkovich kúria,
- Ghyczy-kastély (Új puszta)
- Pogrányi íjászfarm